# Комплекс објеката из 19. века
Комплекс објеката из 19. века се налази у селу Лукову, у општини Бољевац, у Зајечарском округу и настао је у 19. веку. Ова културно-историјска целина заштићена је од 15. маја 1980. године. 

## Историја
Споменички комплекс центра села Лукова чине: две старе кафане, црква, стара школа и спомен-чесма из ранијих ослободилачких ратова. Ови објекти чине одговарајући амбијентални простор сеоског трга на коме се одвијао целокупан сеоски друштвени живот. Као објекти народног градитељства 19. века, ове грађевине представљају значајна остварења руралне архитектуре.
Кафана поп Милије и кафана „Хајдук Вељко” су постављене једна према другој на почетку широке сеоске улице. Друмска механа, касније поп-Милијина кафана, подигнута је 1835. године, а механа „Хајдук Вељко” подигнута је око 1855. године. Обе ове грађевине су урушене и немају употребну вредност.
У непосредној близини се налази црква посвећена Светој Богородици и саграђена је 1895. године на темељима средњовековне цркве манастира Луково, посвећене највероватније Светом Луки. 
Зграда основне школе саграђена је око 1870. године и данас служи основној намени. Спомен-чесму палим борцима у ратовима 1912—1918. године подигли су мештани Лукова 1924. године. 

## Галерија
- Црква са звоником
- Црква са звоником
- Поп Милијина кафана
- Споменик палим борцима
- Зграда основне школе